# Esteira porta-cabo
As esteiras porta-cabos, também conhecidas como calhas porta-cabos articuladas, cadeias de arrasto, correntes de energia ou relés de cabo, dependendo do fabricante, são guias destinadas a cercar e guiar cabos flexíveis ou mangueiras hidráulicas e pneumáticas ligadas ao movimento de máquinas automatizadas.
Elas reduzem o desgaste e esforço físico dos cabos e mangueiras, evitando o emaranhamento dos mesmos, além de melhorar a segurança do operador.
As esteiras porta-cabos, podem ser instaladas nos comandos horizontais, verticais, rotativo em três movimentos tridimensionais.

## História
Foram introduzidas no mercado pela primeira vez na década de 1950 pela kabelshlepp, inicialmente eram feitas de aço e com o passar do tempo foram sendo também produzidas em polipropileno ou PP) que são amplamente utilizadas.
Em 2007, havia mais de sete fabricantes mundiais, incluindo  Fesma,  Murrplastik, igus  Kabelschlepp,  Selftrak, Metreel, M Buttkereit, Gortrac e Cavotec.
Atualmente o maior fabricante é a alemã igus que lidera este produto a nível mundial assim como os sistemas completos confeccionados chamados readychain.

## Estrutura
A maioria das esteiras têm uma seção transversal retangular, dentro do qual os cabos descansam ao longo do comprimento do habitáculo que pode ser aberto a partir do exterior, de modo que os cabos possam ser facilmente inseridos e conectados. Separadores internos na transportadora separam os cabos. Cabos também podem ser mantidos no lugar com um alívio de tensão integrado. Os suportes de montagem fixam as extremidades da transportadora para a máquina.
Além de dobrar em apenas um plano, devido à estrutura rígida articulada, as operadoras de cabo também frequentemente só permitem dobrar em um sentido. Em combinação com a montagem rígida das extremidades da transportadora, o que pode impedir totalmente os cabos fechados flopping em direções indesejadas e tornar-se confusa ou esmagados.

## Variantes
Hoje, as Esteiras porta-cabos estão disponíveis em muitos estilos diferentes, tamanhos, preços e escalas de desempenho. Algumas das seguintes variantes são:
- Aberto
- Tubos (proteção contra poeira e detritos, tais como lascas de madeira ou lascas de metal)
- Baixo nível de ruído
- Compatível (mínimo de desgaste)
- Movimento multi-eixo
- Carga de alta resistência
- Produtos químicos, água e resistente a temperaturas

## Cabos
Os cabos portadores são usados frequentemente com especial altamente cabos flexíveis para estender a vida dos cabos de serviço. Os cabos extra flexiveis de construção especial entrançada e materiais de revestimento são estudados constantemente no grande laboratório de testes com 1750 m2 da igus. Os denominados chainflex já largamente testados representam uma solução fiável na transmissao de energia

## Exemplos de aplicação
As esteiras porta-cabos são usadas em qualquer lugar onde haja movimento de automação envolvendo a transferência de energia, dados, líquidos ou gases. Os exemplos incluem ferramentas de máquinas, guindastes, lavagens de carro, armazenagem médicos e equipamento de laboratório, automação, empilhadeiras, robôs industriais, plataformas offshore de petróleo e tecnologia palco.